# Forests pantanoses del Congo oriental
Les forests inundades del Congo oriental són una ecoregió relativament intacta però poc estudiada del bioma "Boscs humits tropicals i subtropicals de fulla ampla". És localitzat dins de la República Centreafricana i laRepública Democràtica del Congo. Aquesta ecoregió és la meitat oriental d'una de les àrees més grans de pantans selvàtics en el món.

## Enquadrament
Això és una àrea de 92.700 km² de forest de pluja plana, d'entre 300–400 metres d'altitud a la riba esquerra del Riu Congo, i escampant-se com un embolcall de la Conca del Congo, incloent algun dels afluents més grans del Congo i l'àrea de les Cascades Boyoma prop de Kisangani.

## Flora
El bosc és una mescla d'hàbitats incloent-hi zones d'aiguamoll i pantanoses, amb bosc més sec i sabana lleugerament més alts i inundat estacionalment pel Congo i els seus afluents.

## Fauna
La regió ha estat insuficientment investigat per zoòlegs però és coneguda per ser llar d'elefants de bosc (Loxodonta africana cyclotis) (els quals poden haver-hi estat reduïts per captura il·legal, especialment prop dels rius més grans), i diversos primats, incloent el rar bonobo (Pan paniscus). El riu Congo és una barrera natural al moviment de la flora i fauna i moltes espècies només ocorren en aquesta banda oriental del riu, incloent molts primats: el bonobo i també el Còlob d'Angola (Colobus angolensis), la mona-llop (Cercopithecus wolfi), mangabeyi de ventre taronja (Cercocebus galeritus chrysogaster), mangabei negre (Lophocebus atterimus aterrimus), talapoin d'Angola (Miopithecus talapoin) i el (Cercopithecus dryas).
Mamífers quasi-endèmics inclouen Lophuromys huttereri, el ratpenat papallona d'Allen (Chalinolobus alboguttatus), i Praomys mutoni.
Aquestes forests plujoses són riques en fauna ocellaire com ara Cinnyris congensis, Pseudochelidon eurystomina i Riparia congica.
Rèptils i amfibis endèmics inclouen una granota petita, Cryptothylax minutus, un camaleó, Trioceros chapini, un llangardaix de paret Gastropholis tropidopholis, la serp Polemon robustus, i un llangardaix en forma de cuc, Zygaspis dolichomenta.

## Amenaces i conservació
El Riu de Congo permet accés a aquests boscos amb subsegüent transport de troncs en forma de rai i la captura de flora i fauna, particularment d'elefants de bosc.
Les àrees protegides inclouen l'enorme Parc Nacional de Salonga, i la Reserva Natural de Lomako Yokokala.